# Pico (wyspa)
Pico (port. Ilha do Pico) – wyspa pochodzenia wulkanicznego na środkowym Atlantyku, należąca do centralnej grupy portugalskiego archipelagu Azory zaliczanego do Makaronezji. Stanowi wynurzoną część wygasłego wulkanu Pico (z port. „szczyt”), którego wierzchołek (2351 m n.p.m.) jest największym wzniesieniem w obrębie Grzbietu Śródatlantyckiego oraz najwyższym szczytem Portugalii.
Wyspa położona jest około 17,5 km na południe od São Jorge i niecałe 7 na wschód od Faial; ma 42 km długości i do 15 km szerokości. Powierzchnia Pico wynosi 447 km², co czyni je drugą co do wielkości wyspą Azorów. Główne miejscowości, będące zarazem siedzibami gmin, to stołeczna Madalena, São Roque do Pico i Lajes do Pico, a całkowitą liczbę mieszkańców szacuje się na około 15 000.
Początek osadnictwa na Pico datuje się na 1460 rok. Wulkan w południowo-zachodniej części wyspy wybuchł po raz ostatni w 1963, inne ważniejsze erupcje miały miejsce w latach 1562–1564, 1718 i 1720. Pokłady lawy i bazaltu zalegają obecnie w promieniu 10 km od krateru o obwodzie 700 m. Wyspa była ważnym ośrodkiem wielorybnictwa do 1980, kiedy ostatecznie zakazano połowów. Główne gałęzie gospodarki to turystyka, szkutnictwo oraz produkcja cenionego w świecie wina Pico (Vinho do Pico). W 2004 roku krajobrazy winnic na wyspie wpisano na listę światowego dziedzictwa UNESCO. Na uwagę zasługują XVIII-wieczne kościoły w São Roque do Pico: São Roque i São Pedro de Alcântara, muzeum wielorybnictwa w Lajes do Pico, a także miejscowość Areia Larga ze starymi rezydencjami właścicieli winnic. Siedem tygodni po Wielkanocy urządzany jest na wyspie huczny festiwal Espirito Santo. Wody wokół Pico uważane są za jedno z najlepszych miejsc do obserwacji waleni na Atlantyku.